# Veerßen
Veerßen ist ein Ortsteil der Hansestadt Uelzen im niedersächsischen Landkreis Uelzen.

## Geografie und Verkehrsanbindung
Der Ort liegt südlich des Kernbereichs von Uelzen. Am östlichen Ortsrand fließt die Ilmenau, ein linker Nebenfluss der Elbe. Die B 71 verläuft am nördlichen Ortsrand.

## Söhne und Töchter
- Friedrich Seeßelberg (1861–1956), Architekt, Philosoph, Baurat, Schriftsteller, Kunstwissenschaftler, Professor an der TU Berlin und Geheimrat
- Jürgen Friede (* 1954), Bildhauer
- Martin Doerry (* 1955), Autor und Chefredakteur
- Torsten Meyer (* 1973), Sänger und Hochschullehrer
- Charlotte Greve (* 1988), Jazzmusikerin

## Kultur und Sehenswürdigkeiten

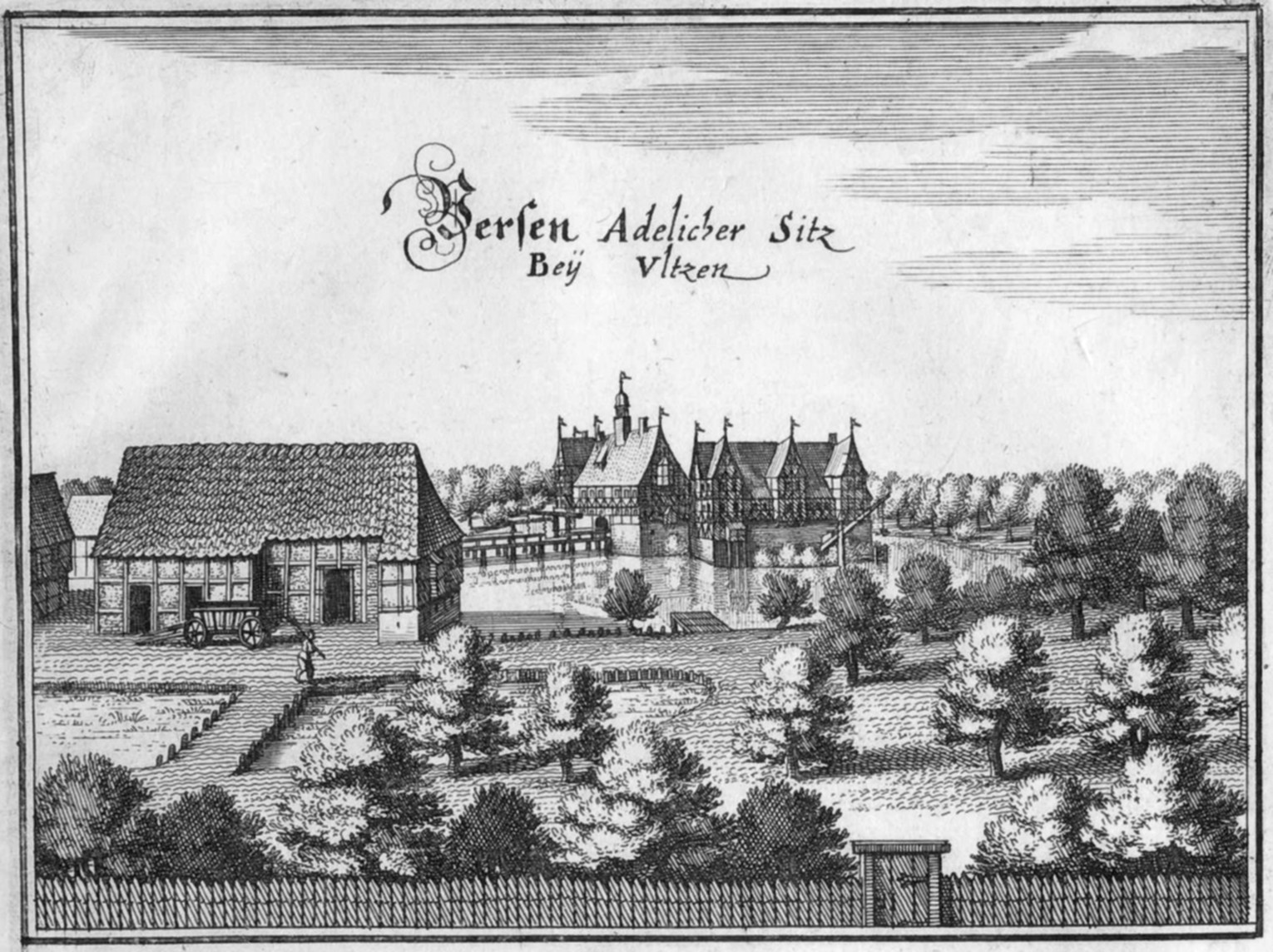
Wasserschloss Veerßen derer von Estorff, um 1654

- Gut Veerßen
- St. Marien (Veerßen)

## Persönlichkeiten
- Olaf Hilmer (* 1972), Politiker (AfD)